# (19291) Karelzeman
(19291) Karelzeman – planetoida z pasa głównego planetoid okrążająca Słońce w ciągu 5 lat i 242 dni w średniej odległości 3,18 j.a. Została odkryta 6 czerwca 1996 roku w obserwatorium w Ondrejovie przez Petra Pravca i Lenkę Šarounovą. Nazwa planetoidy pochodzi od Karela Zemana (1910-1989), czeskiego reżysera. Przed jej nadaniem planetoida nosiła oznaczenie tymczasowe (19291) 1996 LF.